# ジョルジェット・ルブラン
ジョルジェット・ルブラン（フランス語: Georgette Leblanc, 1869年2月8日 - 1941年10月27日）は、フランスのソプラノ歌手、女優。小説家、モーリス・ルブランの妹。
オペラ歌手として名を揚げ、とりわけジュール・マスネの諸作品やビゼーの《カルメン》の解釈で知られた。ベルギー象徴主義の劇作家で詩人のモーリス・メーテルランクとは長年にわたって愛人関係にあり、メーテルランクの戯曲のいくつかは彼女のために書かれている。メーテルランクの戯曲『アリアーヌと青髭』（1899年）と、それを原作とするポール・デュカスの抒情劇『アリアーヌと青髭』（1907年）の両方においてヒロインを演じた。1924年の『人でなしの女』（L'Inhumaine）でも知られているように、映画俳優の先駆者でもあった。晩年は作家に転向して、商業的に成功した2つの自叙伝のほか、児童書や紀行文も手掛けた。ちなみにルブランは両性愛者だったとされている。
一方、ジョルジェットの文章から着想を得たものを、メーテルランクは自著にしばしば使っていた。それが彼女自身の文学活動のキャリアの妨げになることを危惧し、何度か兄のモーリス・ルブランに手紙などで相談している。例えば、『貧者の宝』や『限りなき幸福へ』=『叡智と運命』にジョルジェットの文章を活用、もしくは名を伏せてそのままの形で用いている。後者では、ジョルジェット宛の長い献辞で「剽窃」のお茶を濁している。この献辞は『回想録』によると兄モーリスが、妹ジョルジェットを共著者とするよう提案したため、メーテルランクは「個人生活の（閨房を匂わせる）秘密を公にはできない」と言う理由をつけて、代わりに添えたものである。後の新版ではメーテルランクは献辞を削除している。ジョルジェットはこれが彼の犯した唯一の過ちであり、愛が失われてもこの献辞は尊重されるべきだった、と前出『回想録』に書き記している。）

## 経歴
ルーアン出身。各種の芸術を重視する教養人の家庭に生まれ、音楽や演技、作文を奨励されて育つ。当初は短期間パリの舞台で女優として立つが、やがてジュール・マスネに音楽の指導を受ける。1893年11月23日にオペラ＝コミック座において、アルフレッド・ブリュノーの『風車の攻撃』（L'attaque du moulin）のフランソワーズ役でオペラ歌手として初舞台を踏んだ。その後まもなくオペラ＝コミック座でジョルジュ・ビゼーの『カルメン』のタイトルロールを演じている。1894年にはブリュッセル・モネ劇場にデビューしたのをきっかけに、その後3シーズンにわたって出演を続け、『ナヴァラの娘』のアニータ役や、『カルメン』とマスネの『タイス』のタイトルロールを演じている。
1895年1月11日にブリュッセルで戯曲家のモーリス・メーテルランクと出逢い、その後23年にわたって恋愛関係を築いた。同年ふたりはパリのパシー地区に移ると、かなり大っぴらに同棲を始め、カトリックを信仰するそれぞれの実家を落胆させた。ルブランは数年前にスペイン人男性（1891年4月19日にサラゴサ生まれのBonaventura Juan Minuesaと結婚。フランス語で"mariage blanc"と呼ばれる性交渉の無い結婚だった。10ヶ月で離別）と結婚しており、ローマ・カトリック教会から不幸せな結婚生活から離れることを許されていなかった。ルブランとメーテルランクの住まいは、芸術家にとっての中心地となり、オクターヴ・ミルボーやジャン・ロラン、ポール・フォールらがしばしば2人の住居で歓待された。2人は夏の避暑地としてノルマンディーにも家を構えていた。
ルブランは、1896年の『アグラヴェーヌとセリゼット』を手始めに、数多くのメーテルランクの演劇に出演するようになった。そのいくつかの登場人物は特に彼女のために創り出されたか、あるいは彼女の性格に基づいている。パリの数々のリサイタルや演奏会にも出演し、シューベルトやシューマンのドイツ語リートを、メーテルランクの翻訳（ただし、ジョルジェットからメーテルランクへの手紙によると、モーリス・ルブランが直訳をし、それをメーテルランクが訳詩にしたようである）によってフランス語で歌った。パリではオペラにおいても活躍しており、1897年にジュール・マスネの『サッフォー』のファニー役でオペラ＝コミック座に登場した。その後1903年に、『サッフォー』のアリアのいくつかをマスネ自身のピアノ伴奏で録音している。
1893年8月からメーテルランクは、クロード・ドビュッシーの抒情劇『ペレアスとメリザンド』の作曲に協力を始める。このオペラは同名の戯曲に基づいており、当初はメーテルランクによって、初演のメリザンド役にルブランが指名されていた。だが1902年の初演では、ドビュッシーによってメアリー・ガーデンに変更されていた。この事態にメーテルランクは憤り、自分の愛人がメリザンド役から追い落とされたことについて、ドビュッシーに対して法的な処置や物理的な暴力に訴えるとして威嚇した。ルブランは、メリザンド役こそ逃したものの、1907年にポール・デュカスの『アリアーヌと青髭』の世界初演でアリアーヌ役を歌った。1899年には、同名の原作でもアリアーヌ役を演じていた。メーテルランクと親しくなる前に、ジョルジェットはカミーユ・モクレール（ショーソンの歌曲などにも歌詞を提供）と付き合っていたが、モクレールは10歳年長のメーテルランクに、メリザンドはジョルジェットしかいないと、お前（tu）呼ばわりの手紙を送っている。1906年にルブランとメーテルランクはグラスに転居するが、2人の仲は困難を迎え始めていた。メーテルランクは次第に塞ぎ込むようになり、遂に神経衰弱を患ってしまう。それでもこの頃にいくつかの戯曲を書き上げており、中でも1907年の『マリー＝ヴィクトワール』（Marie-Victoire）と1910年の『マグダラのマリア』の2作品は、ルブランが主役として構想されている。ルブランは、1912年から1913年のシーズンで、モンテカルロ歌劇場やニューヨークのマンハッタン歌劇場に出演しており、1912年に『ペレアスとメリザンド』のボストン初演においてようやくメリザンド役を演じることができた。ボストンでは、戯曲『ペレアスとメリザンド』（フォーレの付随音楽）のメリザンド役及び『モンナ・ヴァンナ』のタイトルロールも披露しており、また4つの歌曲をコロンビア・レコード社に吹き込んでいる。1914年にルブランとメーテルランクは、グラスを離れてニースの近郊に移り、1915年にルブランは、シェイクスピアの『マクベス』がフランス映画に翻案されると、マクベス夫人役で出演した。メーテルランクとは4年間同居を続けたが、1918年に女優のルネー・ダオンとメーテルランクの交際が明らかとなると、ルブランとメーテルランクの仲は終わりを迎えた。
メーテルランクとの関係が破局してからも、1920年代を通じてメーテルランクの演劇の舞台に立ち続けたが、声楽家としての活動はとっくに終わりを告げていた。1920年代から1930年代にかけて著名人と浮名を流し、ギリシャ系アルメニア人の神秘主義者ゲオルギイ・グルジエフとも一時期交流があり、同じくグルジェフの弟子だったマーガレット・アンダーソン（Margaret Caroline Anderson）とも親密に交際した。この2人が、ルブランの生涯最後の15年間における愛人だったのではないかと臆測する研究者もいる（1904年にジョルジェットが書いた自伝的小説『人生の選択 Le Choix de la vie』にもそれが見て取れる）。パリの芸術家の間では相変わらず持て囃されており、周知のようにジャン・コクトーやマルセル・レルビエと親交を結び、後者の映画『人でなしの女』（L'Inhumaine, 1924年）に主演した。1931年に『回想録』（Souvenirs, 1895–1918。兄モーリス・ルブランに献呈）を出版して、メーテルランクとの仲を釈明した。さらに自叙伝（La Machine à courage、1947年；Histoire de ma vie、未刊、ベルギー王立図書館蔵）や数点の児童書や紀行文も執筆した。女性の愛人には、マチルド・デシャン（Mathilde Deschamps）、モニク・セリュール（Monique Serrure）などの名も挙げられる。
1941年に癌のためアルプ＝マリティーム県ル・カネ（カンヌの隣のコミューン）に歿し、ノートルダム・デ・ザンジュ霊園  においてマーガレット・アンダーソン（1973年歿）の傍らに埋葬されている。